# Dane

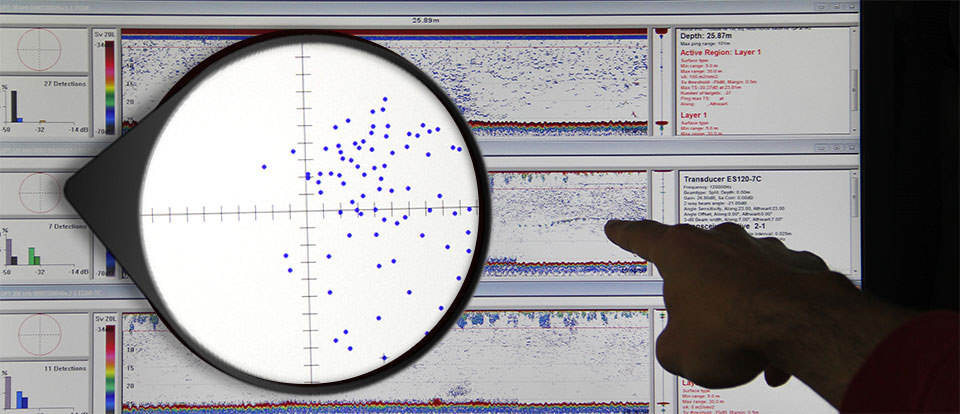
Przykład prezentacji danych zbieranych przez sonar morski

Dane (ang. data, łac. datum) – zbiory wartości, które przekazują informacje, opisując ilość, jakość, fakt, statystyki, inne znaczenia lub sekwencje symboli, które mogą być dalej interpretowane i przetwarzane.

## Ujęcie Gadomskiego
Według Gadomskiego metateorii TOGA dane są zdefiniowane tak: wszystko co jest/może być przetwarzane umysłowo lub komputerowo. W tym sensie dane są pojęciem relatywnym, istnieją tylko razem z pojęciem przetwarzania danych i mogą przyjmować takie postaci jak: znaki, mowa, wykresy i sygnały. Różne dane mogą dostarczać tę samą informację, ale jednocześnie te same dane mogą też dostarczać różnych informacji. Z drugiej strony, np. zbiory liczb czy wyrazów mogą być danymi, ale jeśli nie wiemy, co reprezentują, to nie są informacjami.

## Zastosowanie
Dane używane są przez komputery do obliczeń. Mogą też być prezentowane bądź przetwarzane. Takie tematyczne zbiory informacji są nazwane bazami danych. Mogą być olbrzymie, połączone w sieć poprzez Internet czy intranet i posiadać systemy zabezpieczeń chroniące je przed nieautoryzowanym dostępem osób lub botów. Bazy danych są podstawową częścią systemów zarządzania informacją, systemów zarządzania projektami czy katalogów produktów.
Dane mogą być przedstawiane i przechowywane w postaci zbiorów danych.
Zestaw danych zawierający konkretną informację nazwiemy komunikatem.
W fizyce i matematyce dane to wartości znane przy rozwiązywaniu problemów fizycznych i/lub matematycznych (np. zadań).
W języku potocznym, dane to otrzymane informacje lub wiadomości, używane następnie do wnioskowania.

## Spotykane nazwy danych
Różne dziedziny
- dane przestrzenne
- dane przeterminowane
- dane statystyczne
- dane niejawne
- dane wejściowe
- dane wrażliwe

Informatyka
- dane alfanumeryczne
- dane binarne
- dane masowe
- dane statyczne
- dane tekstowe